# Varmekappe
En varmekappe er et stykke laboratorieudstyr til at varme beholdere – ofte til rundkolber. Varmekapper er oftest elektrisk opvarmet og udstyret med en termostat til at holde en bestemt temperatur. Fordelen ved en varmekappe frem for f.eks. en bunsenbrænder er at varmetilførslen er mere jævnt fordelt og kan indstilles til en bestemt temperatur.